# "Heroes" (musikalbum)
Heroes är ett musikalbum från 1977 av David Bowie som spelades in i Mountain Studios i Montreux, Schweiz, samt Hansa Tonstudio i Berlin, Tyskland. Det gavs ut i England 14 oktober 1977. Albumet räknas som ett av de album som ingår i Berlintrilogin, tillsammans med Low och Lodger. Albumet är tydligt inspirerat av krautrock, låten "V-2 Schneider" är exempelvis döpt efter Florian Schneider från Kraftwerk. Albumets titelspår hör till Bowies mest kända låtar. Den handlar om ett förälskat par som träffas vid Berlinmuren. Låttiteln var en hyllning till Neu! som gjort en låt med titeln "Hero" på albumet Neu! '75. I Tyskland släpptes albumet i en version där en del av titelspåret sjöngs på tyska. Titeln står inom citationstecken då Bowie genom detta ville markera en viss ironi.
Flera av albumets låtar spelades under konsert efter att albumet släppts och finns med på livealbumet Stage från 1978.
Albumet blev listat som #21 i tidningen The Village Voice "Pazz & Jop"-lista 1977. Det finns med i boken  1001 Albums You Must Hear Before You Die.
1991 återutgavs albumet av RykoDisc med två bonusspår.

## Låtlista
Låtar där inget annat anges är skrivna av David Bowie.
1. "Beauty and the Beast" - 3.32
2. "Joe the Lion" - 3.05
3. ""Heroes"" (David Bowie, Brian Eno) - 6:07
4. "Sons of the Silent Age" - 3.15
5. "Blackout'" - 3.50
6. "V-2 Schneider" - 3.10
7. "Sense of Doubt" - 3.57
8. "Moss Garden" (David Bowie, Brian Eno) - 5:03
9. "Neuköln" (David Bowie, Brian Eno) - 4:34
10. "The Secret Life of Arabia" (David Bowie, Brian Eno, Carlos Alomar) - 3:46

## Singlar
Singlar som släpptes i samband med detta album:
- ""Heroes""
- "Beauty and the Beast"

Bonusspår på RykoDisc återutgivning:

11. "Abdulmajid" - 3:40 (Previously unreleased track recorded 1976-79)
12. "Joe The Lion" - 5:18 (Remixed version, 1991)

## Medverkande
- David Bowie - sång, keyboards, gitarr, saxofon
- Robert Fripp - gitarr
- Carlos Alomar - gitarr
- Brian Eno - synthezisers, keyboards
- George Murray - bas
- Dennis Davis - trummor
- Tony Visconti - kör
- Antonia Maas - kör

## Listplaceringar
| Lista (1977-1978) | Position            |
| ----------------- | ------------------- |
| Finland           | 30                  |
| Frankrike         | 19                  |
| Japan             | 57 (Oricon)         |
| Kanada            | 44 (RPM)            |
| Nederländerna     | 3                   |
| Norge             | 13 (VG-lista)       |
| Nya Zeeland       | 15                  |
| Storbritannien    | 3 (UK Albums Chart) |
| Sverige           | 13 (Topplistan)     |
| USA               | 35 (Billboard 200)  |
| Österrike         | 22                  |